# فرانسوا دي أوبون
فرانسوا دي أوبون ( باريس، 12 مارس 1920- الرجع نفسه، 3 أغسطس 2005) كاتبة وناشطة نسوية فرنسية صاغت مصطلح النسوية البيئية (écoféminism، écologie -féminisme) في عام 1974.

## سيرة
كان والدها عضوا في حركة سيلون ، وهي حركة دينية فرنسية ذات ميول فوضوية، بينما كانت والدته ابنة ثوري كارلي إسباني. اتسمت طفولتها في تولوز بتدهور صحة والدها الجسدية، نتيجة لتأثيرات الغاز المسيل للدموع في الفنادق خلال حرب عام 1914، عندما كانت في السادسة عشرة من عمرها، اندفعت الحرب الأهلية الأسبانية ، وفي التاسعة عشرة من عمرها شهدت وصول الجمهوريين المنفيين.
بين سن العشرين والخامسة و العشرين، عانت من مصاعب تلك الحقبة، ومع نهاية الحرب العالمية الثانية، التقت بيهود عائدين من المعسكرات في إحدى محطات القطارات الرئيسية في باريس، ولاحقا، عبر عن مشاعره تجاه هذه الفترة من حياته في رواية "شباب عاهرة" (Chienne de Jeunese)
شكلت تجارب طفولتها، إلى جانب شخصيتها شديدة الحساسية، أساس أسلوبها النقدي في استكشاف العالم، مما قادها إلى أن تصبح ناشطة نسوية راديكالية. انضمت لفترة إلى الحزب الشيوعي الفرنسي، ثم شاركت لاحقا مع غى هوكينغيم و آن ماري غريلوا في تأسيس أول حركة ثورية للمثليين في فرنسا، وهي الجبهة المثالية للعمل الثوري (FHAR)عام 1971. صارت مصطلح النسوية البيئية في كتابها " النسوية أو الموت " عام1974. خلال حياتها كاتبة وناشطة، تفاعلت مع شخصيات بارزة أخرى في siglo. مثل
كوليت، سيمون دي بوفوار، وسارتر، جان كوكتو وغيرهم الكثير .
في عام 1978 أسست ما أسمته حركة الأيكولوجية النسوية، والتي على الرغم من عدم وجود صدى لها باريس، اكتسبت عددا كبيرا من المتابعين في الولايات المتحدة، حيث تم إنشاء كرسي حول هذا الموضوع تمت دعوة فرانسواز دي أوبون كمتحدثة إليه.
ادعت فرانسواز أن جسد الأنثى ملك لها، مما دفع العديد من النساء، مثلها، إلى إدراك المخاطر الصحية التي يفرضها استخدام بعض المبيدات الحشرية، أو الأسمدة، أو الإفراط في تناول الأدوية.
كانت اما لطفلين، مع أنها لم تتزوج رجلا قط. توفيت في باريس في 3 أغسطس 2005. حرق جثمانها في مقبرة بير لاشيز، ونشر رمادها في خليج كويبيرون بريتاني.

## الأعمال
اتباعا لشعارها " ليس يوما واحدا بلا سطر"، كتبت فرانسواز دوبون أكثر من 50 عملا .
وكانت أيضًا مؤلفة روايات الخيال العلمي، مثل L'échiquier du Temps و Rêve de feu .
- روايات منها:
  - قلب واتو ، 1944
  - Comme un vol de gerfauts, الجائزة العامة 1947 [5]
  - Belle Humeur ou la Véridique Histoire de Mandrin ، 1957
  - Les Tricheurs, 1959
  - Jusqu'à la gauche, 1963
  - Les Bergères de l'Apocalypse ، 1978
  - Je ne suis pas née pour mourir ، 1982
  - بلوز الإرهابيين ، 1987
  - Floralies du désert, 1995
- السير الذاتية، بما في ذلك :
  - الحياة العاطفية لآرثر رامبو ، 1957
  - "الحياة العاطفية" لفيرلين ، 1959
  - امرأة من ابناء القرن، جيرمين دي ستايل ، 1966
  - تاج الرمال، حياة إيزابيل إبرهارت ، 1967
  - حدث الحديدة أو الحياة في تشيو جين ، 1977
  - موي، كريستين، ملكة السويد ، 1979
  - الإمبراطورة الحمراء : موي، جيانغ كينغ، veuve ماو ، 1981
  - الأمازون سومبر : vie d'Antoinette Lix, 1983
  - لويز ميشيل لا كاناك ، 1985
  - امرأة تدعى كاستور ، 1986
  - Les scandaleuses, 1990
- المقالات، بما في ذلك :
  - مجمع ديان، الإثارة الجنسية أو النسوية ، 1951
  - وفي-ايل الظهور des hommes؟ ، 1964
  - Eros minoritaire, 1970
  - النسوية أو الموت ، 1974، حيث عبرت عن أيديولوجية النسوية البيئية. [6]
  - النساء أمام البطريركية ، 1976
  - مكافحة العنف أو المقاومة في الدولة ، 1978
  - تاريخ الفن والحياة بين الجنسين ، 1978
  - Écologie, féminisme : révolution ou mutation ؟ ، 1978
  - S comme Sectes, 1982
  - المرأة الروسية ، 1988
  - Féminin et philosophie : حساسية تاريخية ، 1997
  - الفتاة والقيثارة ، 1997
  - الإبادة الجنسية للساحرات ، 1999
  - الإنجيل دي فيرونيك ، 2003
- قصائد منها:
  - Colonnes de l'âme, 1942
  - الشياطين والعجائب ، 1951
  - Ni lieu, ni mètre, 1981